# Турчьянске-Теплице (район)
Район Турчьянске Теплице (словац. Okres Turčianske Teplice) — район Словакии. Находится в Жилинском крае.

## Население
| Год:                | 1994   | 2004    | 2014    | 2024    |
| ------------------- | ------ | ------- | ------- | ------- |
| Количество человек: | 16 951 | 16 710  | 16 204  | 15 646  |
| Разница:            |        | −1,42 % | −3,02 % | −3,44 % |

### Статистические данные (2001)
Национальный состав:
- Словаки — 96,8 %
- Чехи — 0,5 %

Конфессиональный состав:
- Католики — 48,4 %
- Лютеране — 35,0 %